# Neotaenioglossa

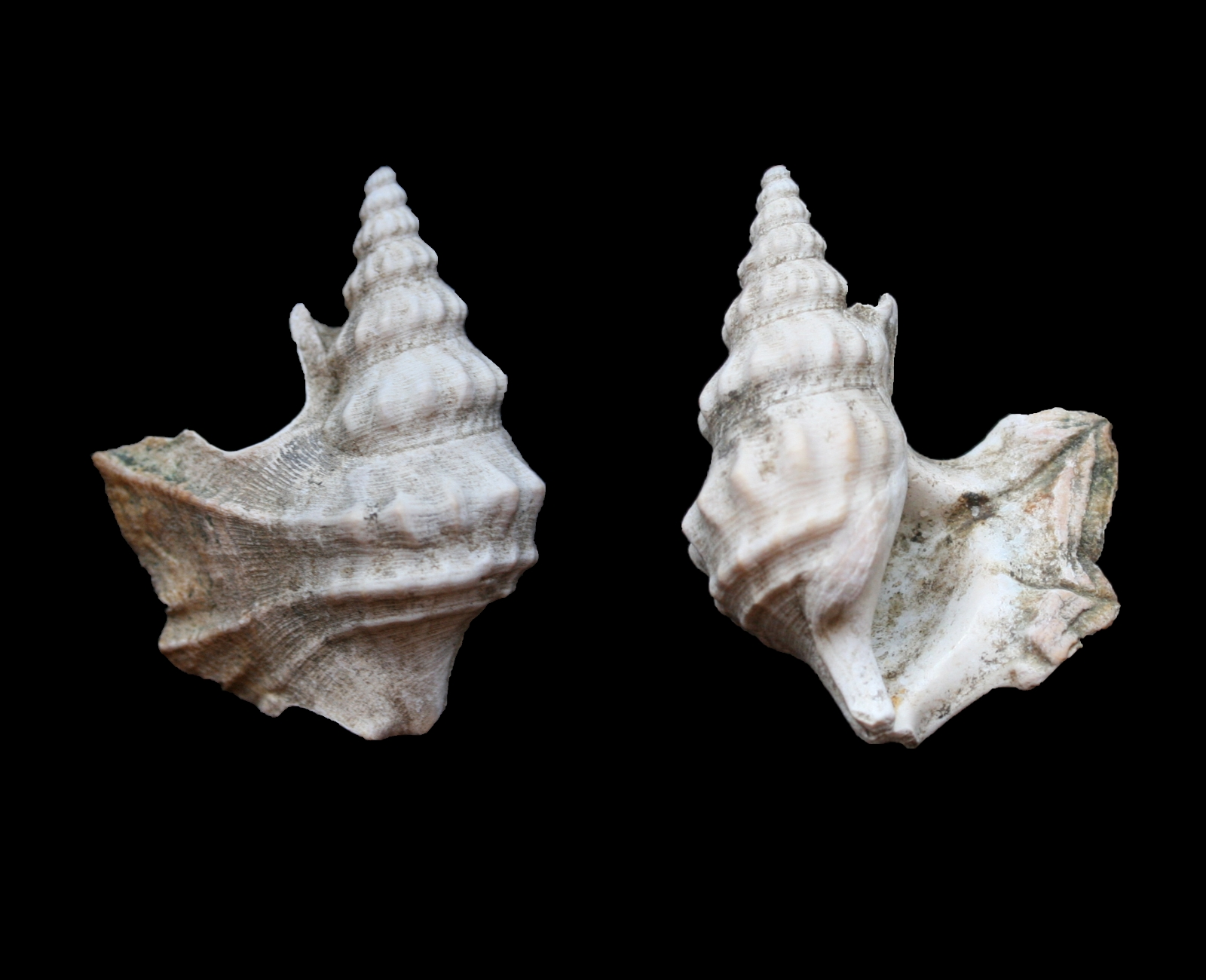
Aporrhais pespelicani

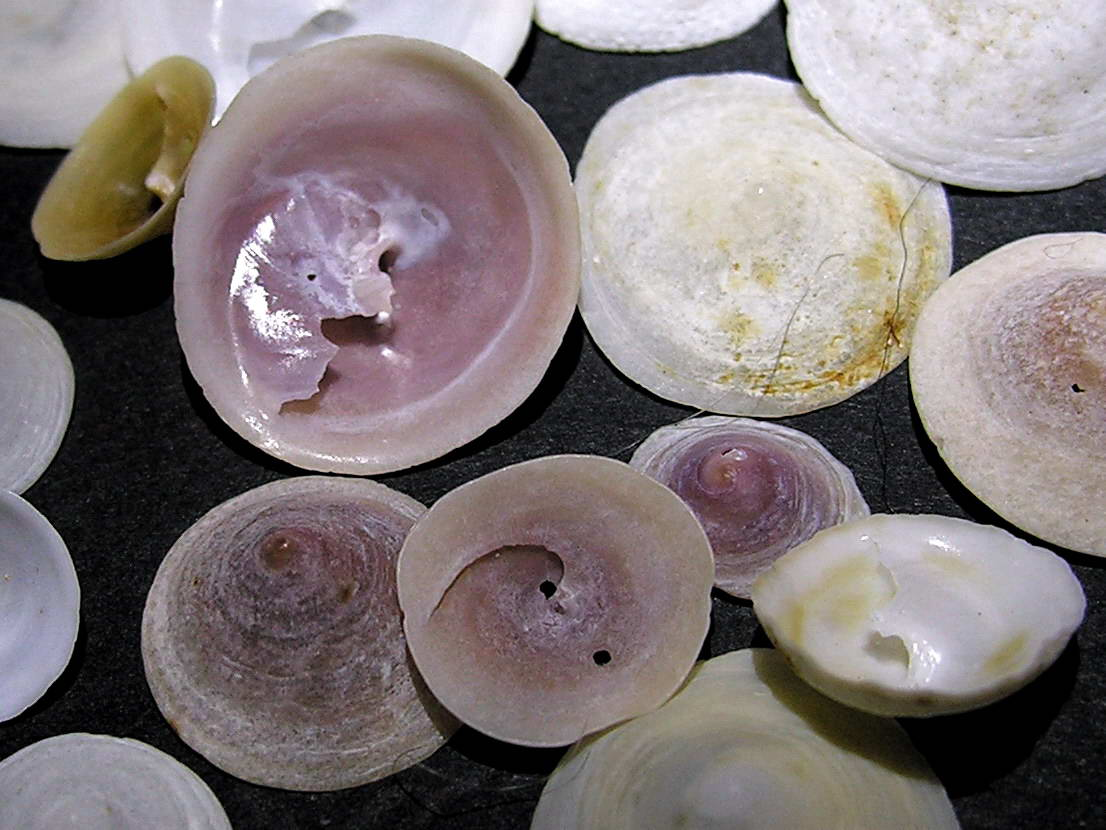
Calyptraea chinensis

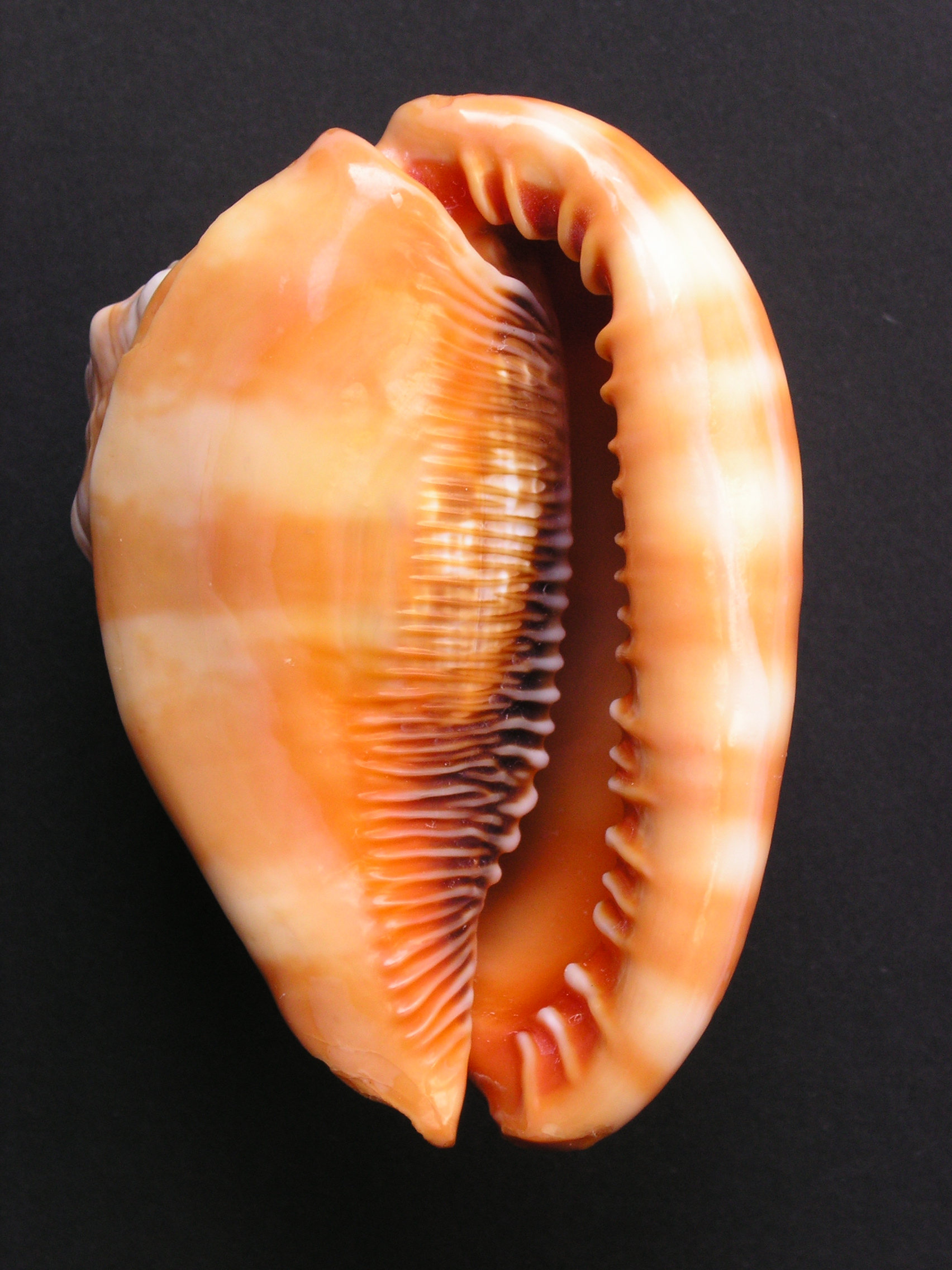
Cypraecassis rufa

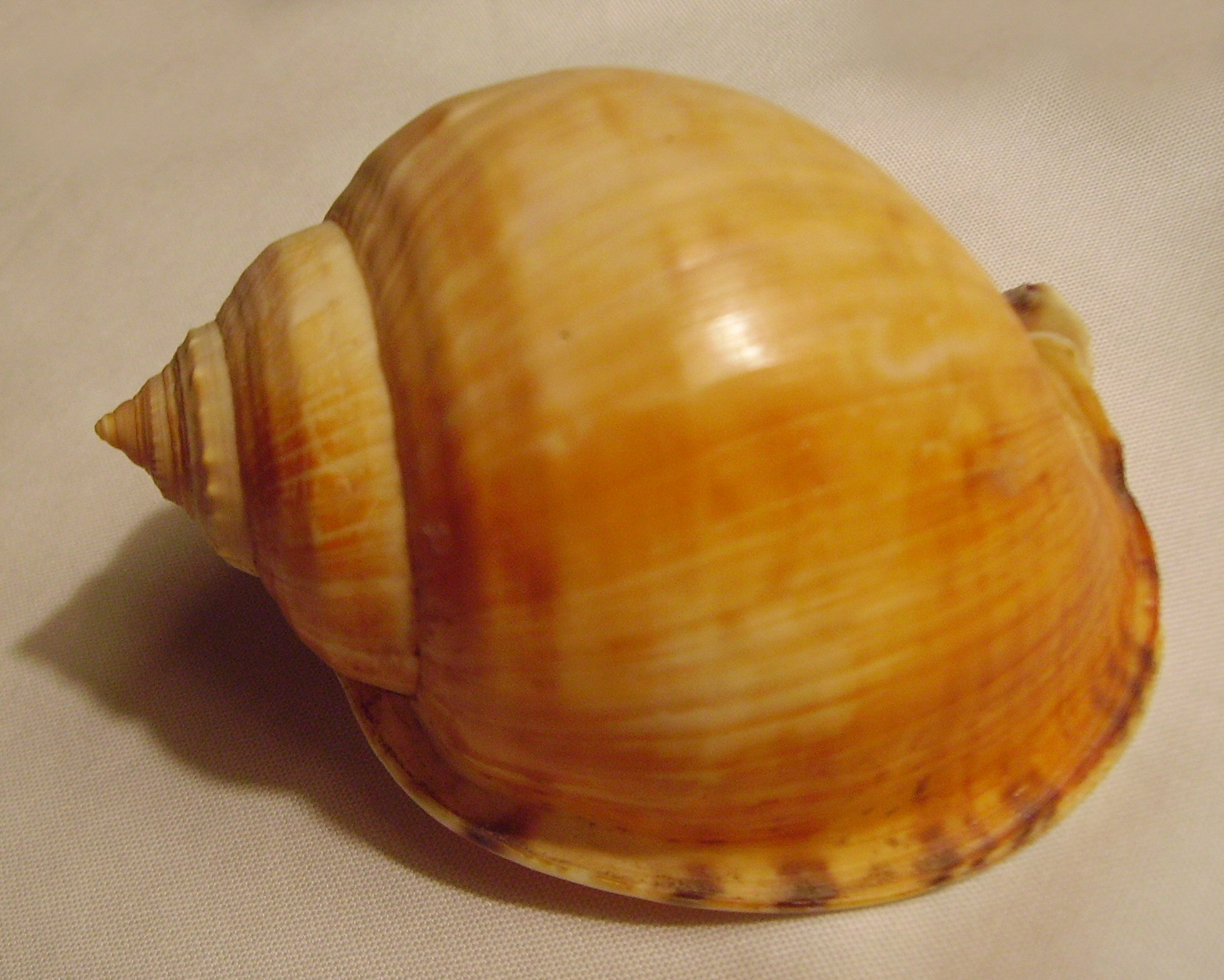
Semicassis pyrum

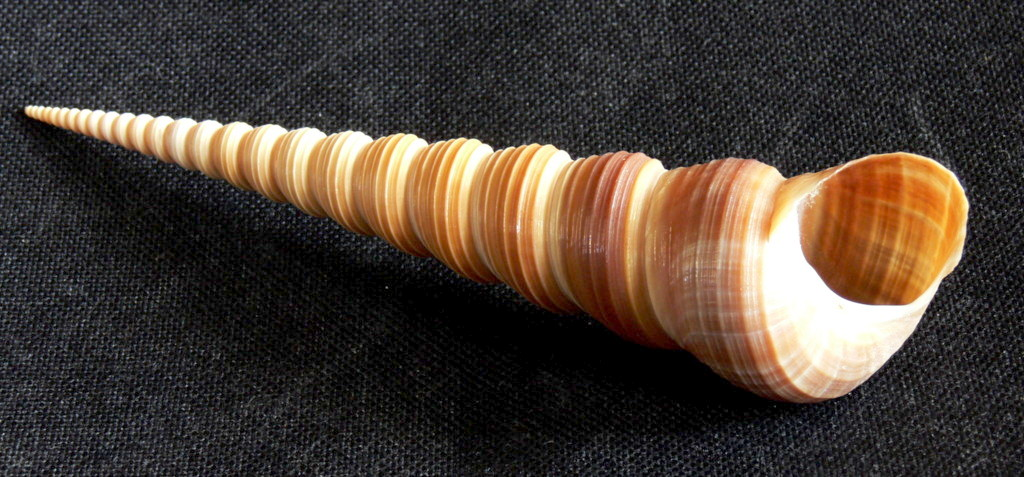
Turitella turritella

De Neotaenioglossa zijn een orde van de klasse gastropoda (buikpotigen of slakken).

## Indeling
- orde: Neotaenioglossa
(synoniem:Cerithioidea (Férussac, 1819))
  - familie: Aclididae (G. O. Sars, 1878)
  - familie: Annulariidae
  - familie: Aporrhaidae
  - familie: Assimineidae (H. & A. Adams, 1856)
  - familie: Atlantidae (Wiegmann & Ruthe, 1832)
  - familie: Barleeiidae
  - familie: Batillariidae
  - familie: Bithyniidae
  - familie: Bursidae (Thiele, 1925)
  - familie: Caecidae (Gray, 1815)
  - familie: Calyptraeidae (Blainville, 1824)
  - familie: Capulidae (Fleming, 1822)
  - familie: Carinariidae (Blainville, 1818)
  - familie: Cassidae (Latreille, 1825)
  - familie: Cerithiidae (Fleming, 1822)
  - familie: Cerithiopsidae (H. & A. Adams, 1854)
  - familie: Cypraeidae (Rafinesque, 1815)
  - familie: Elachisinidae
  - familie: Epitoniidae (S. S. Berry, 1910)
  - familie: Eulimidae
  - familie: Falsicingulidae
  - familie: Ficidae (Conrad, 1867)
  - familie: Haloceratidae
  - familie: Hipponicidae (Troschel, 1861)
  - familie: Hydrobiidae (Simpson, 1865)
  - familie: Janthinidae (Leach, 1823)
  - familie: Lamellariidae (Orbigny, 1841)
  - familie: Litiopidae
  - familie: Littorinidae (Gray, 1840)
  - familie: Modulidae
  - familie: Naticidae (Guilding, 1834)
  - familie: Obtortionidae
  - familie: Ovulidae (Fleming, 1822)
  - familie: Pelycidiidae
  - familie: Personidae
  - familie: Pickworthiidae
  - familie: Planaxidae (Gray, 1850)
  - familie: Pleuroceridae
  - familie: Potamididae (H. & A. Adams, 1854)
  - familie: Pterotracheidae (Gray, 1840)
  - familie: Ranellidae (Gray, 1854)
  - familie: Rissoidae (Gray, 1847)
  - familie: Siliquariidae (Anton, 1839)
  - familie: Skeneopsidae (Iredale, 1915)
  - familie: Strombidae (Rafinesque, 1815)
  - familie: Thiaridae
  - familie: Tonnidae Suter, 1913
  - familie: Tornidae
  - familie: Triphoridae (Gray, 1847)
  - familie: Triviidae (Trochel, 1863)
  - familie: Truncatellidae (Gray, 1840)
  - familie: Turritellidae (Clarke, 1851)
  - familie: Vanikoridae (Gray, 1845)
  - familie: Velutinidae (Gray, 1840)
  - familie: Vermetidae (Rafinesque, 1815)
  - familie: Vitrinellidae (Bush, 1897)
  - familie: Xenophoridae (Philippi, 1853)